# Marc-André Bédard (Biathlet)
Marc-André Daniel Bédard (* 19. Februar 1986 in Saint-Gabriel-de-Valcartier, Québec) ist ein kanadischer Biathlet.
Marc-André Bédard begann im Jahr 2000 mit dem Biathlon, nachdem er zuvor schon als Langläufer aktiv war. Mit Myriam Bédard ist er nicht verwandt. Er startet seit 2004 regelmäßig bei europäischen Rennen und nimmt am Europacup und auch an Europameisterschaften teil. Sein erster Auftritt im Europacup war bei einem Staffelrennen der Junioren 2004, ab 2006 startete er auch in Einzelrennen. Parallel dazu konnte er in Juniorenwettkämpfen einige Erfolge erzielen. So gewann er in den Jahren 2004 in Haute-Maurienne, 2005 in Kontiolahti und 2007 in Martell bei den Juniorenweltmeisterschaften mit der Staffel jeweils eine Medaille – zunächst zweimal die Silber und 2007 die Bronzemedaille – und war 2005 bei allen Wettbewerben der bestplatzierte Nordamerikaner. Bei den kanadischen Meisterschaften 2004, 2005 und 2006 gewann er den Titel in Sprint und stand bei fast allen anderen Wettbewerben auf dem Podest.
Im italienischen Cesana gewann er am 12. März 2008 nach fehlerfreiem Schießen einen Sprint im Europacuprennen. Nach der zweifachen Olympiasiegerin und Weltmeisterin Myriam Bédard und Sandra Keith aus Calgary, die 2003 ein Rennen im Europacup gewann, war er erst der dritte Kanadier, der bei einem internationalen Biathlonwettbewerb außerhalb Nordamerikas siegte. In der Saison 2008/09 konnte Bédard nicht an seine Erfolge aus der Vorsaison anknüpfen. Bei den Rennen des IBU-Cups schaffte er keine Platzierung unter den besten Zwanzig. Dennoch konnte er noch in derselben Saison in Trondheim in einem Sprintrennen sein Debüt im Biathlon-Weltcup geben und erreichte mit Rang 46 sofort die anschließende Verfolgung. In Antholz konnte er 2010 im Sprint mit Platz 20 seine beste Leistung im Weltcup erreichen und erstmals Weltcuppunkte gewinnen. Marc-André Bédard nahm 2010 an den Olympischen Winterspielen teil. Bei seinem einzigen Start, mit der Staffel, belegte er Rang 10. An den Nordamerikanischen Meisterschaften im Biathlon 2010 in Fort Kent nahm er als einziger namhafter kanadischer Biathlet teil und gewann hinter Wynn Roberts und Walt Shepard Bronze im Verfolgungsrennen und hinter Russell Currier im Massenstart Silber. In der Gesamtwertung des Biathlon-NorAm-Cup 2009/10 belegte Bédard in der Gesamtwertung den achten Platz und wurde in den Rennen je einmal Erster, Zweiter und Dritter. Bemerkenswert ist sein dritter Gesamtrang in der Saison 2011/12, da er nur vier von zwölf Rennen bestritt, diese aber alle gewann. In der Folgesaison gewann er nach je zwei Siegen und zweiten Plätzen schließlich den NorAm-Cup. Bei den Nordamerikanischen Meisterschaften im Sommerbiathlon 2010 in Canmore gewann er im Sprint wie auch in der Verfolgung Gold.

## Platzierungen im Biathlon-Weltcup
Die Tabelle zeigt alle Platzierungen (je nach Austragungsjahr einschließlich Olympische Spiele und Weltmeisterschaften).
- 1.–3. Platz: Anzahl der Podiumsplatzierungen
- Top 10: Anzahl der Platzierungen unter den ersten zehn (einschließlich Podium)
- Punkteränge: Anzahl der Platzierungen innerhalb der Punkteränge (einschließlich Podium und Top 10)
- Starts: Anzahl gelaufener Rennen in der jeweiligen Disziplin

| Platzierung         | Einzel | Sprint | Verfolgung | Massenstart | Staffel | Gesamt |
| ------------------- | ------ | ------ | ---------- | ----------- | ------- | ------ |
| 1. Platz            |        |        |            |             |         |        |
| 2. Platz            |        |        |            |             |         |        |
| 3. Platz            |        |        |            |             |         |        |
| Top 10              |        |        |            |             | 2       | 2      |
| Punkteränge         |        | 1      | 1          |             | 7       | 9      |
| Starts              | 5      | 15     | 5          |             | 7       | 32     |
| Stand: Karriereende |        |        |            |             |         |        |